# وزغ آتش‌دل اروپایی
وزغ آتش‌دل اروپایی (نام علمی: Bombina bombina) نام یک گونه از سرده وزغ آتش‌دل است.